# Berl Kutchinsky
Berl Kutchinsky (ur. 14 sierpnia 1935, zm. 9 marca 1995) – duński profesor kryminologii na Uniwersytecie Kopenhaskim. Prowadził badania nad wpływem pornografii na społeczeństwo.
Prowadził badania w Danii, która w 1969 roku stała się pierwszym krajem na świecie, który zalegalizował twardą pornografię, również tą z udziałem dzieci i zwierząt. Druga była Szwecja w 1970 roku, i Niemcy Zachodnie w 1973. Kutchinsky znalazł się zatem w dogodnej sytuacji, by badać skutki pornografii na masową skalę. W ciągu następnych dwóch dekad Kutchinsky przeprowadził szeroko zakrojone badania nad statystykami dotyczącymi przestępczości w tych trzech krajach. Stwierdził, że zwiększona dostępność pornografii nie doprowadziła do wzrostu przemocy seksualnej. Ocenił, że liczba przestępstw na tle seksualnym w Danii spadła, w tym liczba przypadków wykorzystywania seksualnego dzieci.
Jego pierwsza praca na ten temat pt. Studies on Pornography and sex crimes in Denmark z 1970 roku, była raportem naukowym zamówionym przez Prezydencką Komisję ds. Obsceniczności i Pornografii w Stanach Zjednoczonych. W raporcie tym stwierdzono, że legalizacja pornografii w Danii nie doprowadziła (jak się spodziewano) do wzrostu liczby przestępstw na tle seksualnym.
W 1980 roku pomógł w opracowaniu ustawy delegalizującą pornografię dziecięcą w Danii, po czym, według niego, Pornografia dziecięca w dużej mierze z Danii zniknęła.

## Wybrane publikacje
- Studies on Pornography and sex crimes in Denmark (New Social Science Monographs, Dania 1970)
- Obscenity and Pornography: Behavioral Aspects, In: Encyclopedia of Crime and Justice, Vol. 3, pp 1077–1086 (The Free Press, Macmillan, Nowy Jork 1983)
- Pornography and its Effects in Denmark and the United States: A Rejoinder and Beyond, w: Comparative Social Research, vol. 8, pp. 301–30 (JAI Press, Stany Zjednoczone 1985)
- Som hånd i hanke, w: Hug nr 42/43 (Tiderne Skifter, Dania 1985)
- Big sister is watching!, w: Umoralske opstød - 15 debatindlæg om s/m, pornografi og nypuritanisme (Juvelen, Dania 1986)
- Legalised pornography in Denmark, w: Men Confronting Pornography, pp. 233–45, 335-6 (Crown Publishers, Nowy Jork 1990)
- Pornography and rape: Theory and practice? Evidence from crime data in four countries where pornography is easily available, In: International Journal of Law and Psychiatry, vol. 14, 1991, no. 1 & 2, pp. 47–64. (1991)
- Pornography, Sex Crime and Public Policy. aic.gov.au. [zarchiwizowane z tego adresu (2018-09-06)]. (Institute of Criminology and Criminal Science, Uniwersytet Kopenhaski, Dania 1991)
- Den pornografiske scene, In: Social Kritik nr. 64, czerwiec 1999 (Selskabet til fremme af Social Debat, Dania 1999, wydanie pośmiertne)
- Law, pornography, and crime: The Danish experience (Pax Forlag, Oslo 1999, wydanie pośmiertne)